# Evagri (escriptor segle IV)
Evagri, en llatí Evagrius, en grec antic Εὐάγριος, fou un escriptor eclesiàstic que va escriure una obra anomenada Altercatio inter Theophilum Christianum et Simeonem Judaeum, cèlebre al seu temps (segle iv). Gennadi de Marsella el diferencià expressament d'Evagri del Pont.